# Fabryka Perfum i Mydeł Toaletowych J. & S. Stempniewicz w Poznaniu
Fabryka Perfum i Mydeł Toaletowych J. & S. Stempniewicz – przedsiębiorstwo produkujące kosmetyki, działające w latach 1914–1950, w okresie 1921–1950 mające swój zakład produkcyjny przy ul. Głogowskiej (w latach 1929–1939 i 1945–1949 ul. Marszałka Focha, od 22 lutego 1949 ul. Konstantego Rokossowskiego) na Łazarzu w Poznaniu.

## Historia
Przedsiębiorstwo założone zostało 2 stycznia 1914 roku przez Stanisława Stempniewicza i jego brata Jana. Oficjalnie zarejestrowane jako spółka handlowa „J. & S. Stempniewicz”. Początkowo działało jako hurtownia, która mieściła się przy Friedrichstrasse (współcześnie ul. 23 Lutego). W 1917 roku rozpoczęto produkcję wody kolońskiej i wody po goleniu Bay Rum. W 1918 roku zaczęto wytwarzanie perfum i wody do ust. W 1919 roku uruchomiono produkcję mydeł toaletowych w nowo wynajętych pomieszczeniach przy ul. Małe Garbary. W 1920 roku do spółki dołączył brat właścicieli Maksymilian Stempniewicz. W 1921 roku przedsiębiorstwo przeniesiono na ul. Głogowską, gdzie nabyto teren établissementu Polny Zamek (Feldschloss) oraz kamienicę w pobliżu, przy ul. Głogowskiej pod nr 36. Zabudowania po dawnym przybrowarnianym ogrodzie rozrywkowym poddano przebudowie i rozbudowano, umieszczając w nich przeniesioną z poprzednich lokalizacji produkcję mydeł, wód kolońskich, perfum i pozostałych wyrobów kosmetycznych. Jeszcze w tymże roku rozpoczęto produkcję m.in. mydła toaletowego, wód kwiatowych, proszku do zębów oraz innych kosmetyków pod marką Iste. Piwnice po browarze służyły do dojrzewania perfum, m.in. Beltistan, Kalia, Tiki, Gri Gri. Kierownikiem produkcji perfum i autorem zapachów był Tadeusz Rogala, twórca perfum Poznanianka i Poemat. W 1930 roku do zakładu dołączył kolejny z braci Antoni Stempniewicz. W 1932 roku w produkcji znajdowało się w sumie 91 gatunków perfum i 160 wód kolońskich m.in. Quelques Fleurs, Miracle, Datura. Ponadto 76 typów mydeł w 245 kolorach, 10 gatunków mydła do golenia, a także mydła specjalne jak lecznicze czy kokosowe.  
Po II wojnie światowej wznowiono działalność pod nazwą „J. i S. Stempniewicz, Fabryka perfum i kosmetyków oraz mydeł toaletowych”. W 1948 roku nastąpiło przejęcie przedsiębiorstwa przez władze państwowe. 27 października 1949 roku zarządzeniem ministerialnym Ministerstwa Przemysłu Lekkiego, ustanowiono przymusowy zarząd państwowy nad przedsiębiorstwem, a 18 kwietnia 1950 roku zarządzeniem wydanym przez ministra Przemysłu Rolnego i Spożywczego zarząd nad zakładem powierzono przedsiębiorstwu państwowemu „Zjednoczone Zakłady Przemysłu Kosmetycznego” w Warszawie, utworzonemu 23 lipca 1949 roku.
W 1951 roku jedno z poznańskich przedsiębiorstw branży kosmetycznej Fabrykę Chemiczno-Farmaceutyczną Pebeco objęło upaństwowienie. Konsekwencją tego była zmiana nazwy zakładu na Fabryka Kosmetyków Lechia Przedsiębiorstwo Państwowe w Poznaniu. Następnie były zakład Stempniewiczów został włączony w struktury tej fabryki, wraz z czterema innymi poznańskimi firmami tej samej branży. W 1965 roku nazwę firmy zmieniono na Fabryka Mydła i Kosmetyków Lechia, a od 1 stycznia 1970 roku Fabryka Kosmetyków Pollena-Lechia Przedsiębiorstwo Państwowe w Poznaniu.
Do początku lat 90. XX wieku w byłych obiektach fabrycznych Stempniewiczów i dawnym browarze działał zakład produkcyjny Fabryki Kosmetyków Pollena-Lechia.
Od 2020 roku na terenie pofabrycznym realizowana jest budowa kompleksu mieszkalnego „Perfumiarnia”, składającego się z sześciu kilkukondygnacyjnych budynków.

## Nagrody
Firma otrzymała jedną z nagród na Międzynarodowej Wystawie Sanitarno-Higienicznej odbywającej się od 31 maja do 20 czerwca 1927 roku w Warszawie. Przedsiębiorstwo uhonorowane zostało m.in. nagrodą Polskiego Cechu Fryzjerskiego. Podczas Powszechnej Wystawy Krajowej w 1929 roku firma braci Stempniewiczów odebrała srebrny medal Ministerstwa Przemysłu i Handlu oraz wielki medal (srebrny) Rady Głównej Powszechnej Wystawy Krajowej. 